# جزیره والنتیا
جزیره والنتیا (به ایرلندی: Dairbhre) یکی از غربی‌ترین نقاط کشور ایرلند  است که در جنوب غربی شهرستان کری واقع شده است. جمعیت جزیره در سال ۲۰۱۱ میلادی، ۶۶۵ نفر بوده است. جزیره والنتیا توسط پل یادبود موریس اُنیل به خاک اصلی ایرلند متصل شده است. طول جزیره ۱۱ کیلومتر و عرض آن ۳ کیلومتر است.
در سال ۱۸۶۶ نخستین کابل دائمی تلگراف گذرنده از کف اقیانوس اطلس، جزیره والنتیا را به جزیره نیوفاندلند وصل کرد؛ بنابراین جزیره والنتیا به نقطهٔ اتصال اروپا و آمریکای شمالی تبدیل شد.